# Petr Toman
Petr Toman (* 3. března 1962 Ústí nad Orlicí) je český advokát a bývalý československý politik, po sametové revoluci poslanec Sněmovny lidu a Sněmovny národů Federálního shromáždění za Občanské fórum, později za Občanskou demokratickou stranu.

## Profesní životopis

### Právnická kariéra
V roce 1984 absolvoval Právnickou fakultu Masarykovy univerzity v Brně, od té doby pracuje v advokacii. Advokátem se stal v roce 1987. Profesně je k roku 1990 uváděn jako advokát, bytem Chomutov. Od roku 1992 působí jako společník v pražské advokátní kanceláři Toman, Devátý & partneři.
V 1. ročníku soutěže Právník roku, pořádané právním portálem epravo.cz, byl zvolen Právníkem roku 2005 voleným laickou veřejností.
V roce 2014 spoluzaložil profesní spolek Unii obhájců České republiky, z. s.
Na začátku roku 2023 se spojil s Advokátní kanceláří Chrenek, Kotrba spol. s.r.o., která do roku 2021 fungovala jako Advokátní kancelář Jansta, Kostka spol. s r.o. V roce 2023 tím vznikla společnost Chrenek, Toman, Kotrba advokátní kancelář spol. s.r.o. Podle Hlídače státu měla společnost za období let 2016 až 2025 uzavřeno přes 700 smluv v hodnotě jedné miliardy korun.

### Politická kariéra
30. ledna 1990 zasedl v rámci procesu kooptací do Federálního shromáždění po sametové revoluci do Sněmovny lidu (volební obvod č. 57 – Chomutov, Severočeský kraj) jako bezpartijní poslanec, respektive poslanec za Občanské fórum. Ve volbách roku 1990 přešel do české části Sněmovny národů, jako poslanec za OF. Po rozpadu Občanského fóra přešel do parlamentního klubu Občanské demokratické strany. Ve Federálním shromáždění setrval do voleb roku 1992. Byl členem předsednictva Federálního shromáždění, členem ústavně právního výboru a mluvčím Komise FS pro objasnění událostí 17. listopadu 1989. Podílel se na přijetí velkého lustračního zákona.

### Podnikání
V roce 1993 spoluzaložil firmu SOVA MC, spol. s r.o., která je od roku 1995 v likvidaci.
Od roku 2005 je majitelem společnosti Jezdecký klub DANCE AND JUMP, o.s., jejímž statutárním orgánem se stala i jeho manželka Renata. V roce 2020 došlo ke změně názvu na Akademie DANCE AND JUMP, z.s. A téhož roku do vedení firmy přibyla i jeho dcera Barbora.
Roku 2008 založil společnost RENSKARET s.r.o. působící v oblasti nemovitostí. Po půl roce došlo ke změně názvu na Mediace - rozhodčí řízení s.r.o. a došlo k rozšíření činnosti společnosti. Roku 2010 byla společnost znovu přejmenována, tentokrát na Jezdecký areál DANCE AND JUMP, s.r.o. Členkou statutárního orgánu a jednatelkou se v té době stala i Tomanova dcera Barbora. Roku 2024 byl název změněn na JADJ Consult, s.r.o.

## Kauzy
Jako člen ODS zajišťuje pro tuto stranu některé služby. Ve sporu o vlastnictví obchodního domu Kotva zastupoval kyperskou společnost proti investičnímu fondu Trend Michaela Kocába. Zabýval se také obhajobou společnosti CME, vlastníka ČNTS, proti Aleši Rozehnalovi. Zastupoval také český stát ve sporu s majiteli domů u Evropského soudu pro lidská práva ve Štrasburku. V roce 2008 byl zástupcem justičních funkcionářů v kauze tzv. justiční mafie.
Lesy České republiky prodaly v roce 2010 (když byl Roman Boček v dozorčí radě) lukrativní pozemky v Kersku švýcarské firmě Unilink, kterou založil AK Toman & Partneři pro švýcarskou firmu Orvilink AG s anonymními vlastníky. AK Toman & Partneři společnost Unilink v roce 2019 majetkové převzala a do vedení dosadila Romana Bočka, který byl v roce 2010 v dozorčí radě Lesů České republiky.
V roce 2013 stál za vznikem projektu Poplatkyzpět.cz, který prostřednictvím hromadných žalob neúspěšně usiloval o náhradu údajně nelegálních úvěrových poplatků. O rok později se podílel na založení Unie obhájců České republiky.

## Rodina
Je ženatý, jeho manželka Renata je právnička a podnikatelka, jednatelka společnosti Dance and Jump zabývající se obchodem s jezdeckým zbožím. Spolu provozují i stejnojmenný jezdecký areál v Úžicích. Mají dceru Barboru, českou reprezentantku v jezdectví.